# ランス・ヘンリクセン
ランス・ヘンリクセン（Lance Henriksen, 1940年5月5日 - ）は、アメリカ合衆国ニューヨーク出身の俳優。ノルウェー系アメリカ人。

## 来歴
16歳でブロードウェイに立ち、このときの感動を忘れられず俳優の道を目指そうとアクターズ・スタジオ（The Actors Studio）の門を叩こうとするが、引っ込み思案が災いして申し込みを断念。海軍に3年いた後、商船に乗り込み2年を過ごす。その後ニューヨークに戻り壁画作家となるが、やはり役者になろうと決意を固め、アクターズ・スタジオに入学。1972年に念願の映画デビューを果たす。
その後『狼たちの午後』、『未知との遭遇』など話題作に出演するも脇役であり注目されず、しばらく下積み生活を送る。しかし1981年にキャメロン監督のデビュー作『殺人魚フライングキラー』に主演となり、彼の初期作品の常連となる。キャメロン監督の出世作『ターミネーター』にも刑事役で出演した（もともとはヘンリクセンがターミネーターを演じる予定であったが、アーノルド・シュワルツェネッガーに変更となった）。そして1986年、『エイリアン2』のアンドロイド、ビショップ役で注目を集めた以降は『ストーン・コールド』、『ハード・ターゲット』など、敵役としても強烈な印象を残した。2004年公開された『エイリアンVSプレデター』にも出演し強い印象を残したほか、テレビドラマ『ミレニアム』では主演も務めた。2016年には東京コミックコンベンションにて来日する。

## ジェームズ・キャメロンとのかかわり
キャメロンの初期作品から出演しているが、ヘンリクセンは俳優のみならず裏方のサポートも行う為、『殺人魚フライングキラー』の制作時にはクリーチャー制作の手伝いも行っている。
当初ターミネーター役を演じる予定だったが、シュワルツェネッガーが演じた事により、刑事役へとまわされたものの、『エイリアン2』でキャメロンが監督を任された時に、何としてもヘンリクセンにサイボーグを演じて貰いたいというキャメロンの希望により、アンドロイド役ビショップを演じる。ビショップ役はリプリーに続く人気キャラクターとなり、3でも二体登場、スピンオフ作品の『エイリアンVSプレデター』ではオリジナルの人間が登場した。

## 私生活
私生活では、1985年に結婚し子供が生まれるが1989年に離婚。1995年に再婚して娘がひとり生まれるが、2006年に離婚している。

## 主な出演作品

### 映画
| 公開年 | 邦題 原題                                                         | 役名                                 | 備考           |
| ------ | ----------------------------------------------------------------- | ------------------------------------ | -------------- |
| 1973   | 北国の帝王 Emperor of the North Pole                              |                                      | クレジットなし |
| 1975   | 狼たちの午後 Dog Day Afternoon                                    | マーフィー                           |                |
| 1976   | ネットワーク Network                                              | 弁護士                               | クレジットなし |
| 1977   | 未知との遭遇 Close Encounters of the Third Kind                   | ロバート                             |                |
| 1978   | オーメン2/ダミアン Damian: Omen II                                | ネフ                                 |                |
| 1979   | ザ・ビジター The visitor                                          | レイモンド・アームステッド           |                |
| 1981   | プリンス・オブ・シティ Prince of the City                         | ブラノ                               |                |
| 1981   | 殺人魚フライングキラー Piranha Part Two: The Spawning             | スティーヴ・キンボロー               |                |
| 1983   | デビルゾーン Nightmares                                           | マクロード                           |                |
| 1983   | ライトスタッフ The Right Stuff                                    | ウォルター・シラー                   |                |
| 1984   | ターミネーター The Terminator                                     | ハル・ブコヴィッチ捜査官             |                |
| 1985   | 白と黒のナイフ Jagged Edge                                        | フランク・マーティン                 |                |
| 1985   | ウルフの掟 Streets of Justice                                     | ジェリー・ローガン                   | テレビ映画     |
| 1985   | 爆走戦士ストライカー Savage Dawn                                  | ストライカー                         |                |
| 1986   | 激突!空中アトミック戦略/ヒーロー・ボンバー Choke Canyon           | ブルック                             |                |
| 1986   | エイリアン2 Aliens                                                | ビショップ                           |                |
| 1987   | ニア・ダーク/月夜の出来事 Near Dark                               | ジェス                               |                |
| 1988   | パンプキンヘッド Pumpkinhead                                      | エド・ハーレイ                       |                |
| 1989   | 処刑リスト Hit List                                               | クリス・カリーク                     |                |
| 1989   | デビルジャンク The Horror Show                                    | ルーカス・マッカーシー               |                |
| 1989   | ジョニー・ハンサム Johnny Handsome                                | ラフェ・ギャレット                   |                |
| 1991   | ペンデュラム/悪魔のふりこ The Pit and the Pendulum                | トルケマダ                           |                |
| 1991   | ストーン・コールド Stone Cold                                     | チェインズ・クーパー                 |                |
| 1991   | ザ・ラストサムライ The Last Samurai                               | ジョニー・コンゴ                     |                |
| 1992   | ダブル・コマンド Comrades in Arms                                 | ロブ・リード                         |                |
| 1992   | エイリアン3 Alien³                                                | ビショップ                           |                |
| 1992   | ジェニファー8 Jennifer Eight                                      | フレディ・ロス                       |                |
| 1992   | デルタ・ヒート Delta Heat                                         | ジャクソン・リヴァース               |                |
| 1993   | リーサル・コップ Excessive Force                                  | デヴリン                             |                |
| 1993   | スーパーマリオ 魔界帝国の女神 Super Mario Bros.                   | 王                                   |                |
| 1993   | マシンガンウォーズ/暗黒街の野獣 The Outfit                        | Dutch Schultz                        |                |
| 1993   | ハード・ターゲット Hard Target                                    | エミール・フーション                 |                |
| 1993   | サイボーグ・キラー Knights                                        | ジョブ                               |                |
| 1993   | M.A.X. 未確認生命体 Man`s Best Friend                             | ジャレット                           |                |
| 1994   | ノー・エスケイプ No Escape                                        | 父親                                 |                |
| 1994   | ブールバード/悪が眠る街 Boulevard                                 | マクラーレン                         |                |
| 1994   | 薔薇の素顔 Color of Night                                         | バック                               |                |
| 1995   | バニシング・チェイス/激突!潜入捜査網25時 Felony                   | タフト                               |                |
| 1995   | スピットファイア Spitfire                                         | リチャード・チャールズ               |                |
| 1995   | ネイチャー・オブ・ビースト The Nature of the Beast                | ジャック・パウエル                   |                |
| 1995   | クイック&デッド The Quick and the Dead                            | エース・ハンロン                     |                |
| 1995   | インターセプター2 Aurora: Operation Intercept                     | ウィリアム                           |                |
| 1995   | デッドマン Dead Man                                               | コール・ウィルソン                   |                |
| 1995   | アウトポスト The Outpost                                          | ストックトン                         |                |
| 1995   | パウダー Powder                                                   | ダグ・バーナム保安官                 |                |
| 1995   | ガンファイターズ・ムーン Gunfighter's moon                        | フランク・モーガン                   |                |
| 1996   | 殺しの前戯 Profile for Murder                                     | エイドリアン・クロス                 |                |
| 1997   | フル・ブラスト No Contest II                                      | エリック・ディーン                   |                |
| 1997   | CLIFF SEVEN/人質奪還指令 Dusting Cliff 7                          | ロジャー・マクブライド               |                |
| 1998   | リンカーン暗殺の日 The Day Lincoln Was Shot                       | アブラハム・リンカーン               | テレビ映画     |
| 1999   | ターザン Tarzan                                                   | Kerchak                              | 声の出演       |
| 2000   | スクリーム3 Scream 3                                              | ジョン・ミルトン                     |                |
| 2001   | ロスト・ボイジー Lost Voyage                                      | デヴィッド・ショー                   | テレビ映画     |
| 2003   | アンスピーカブル Unspeakable                                      | ジャック                             |                |
| 2003   | エンド・オブ・アース 人類最終戦争 Dream Warrior                   | パリッシュ                           |                |
| 2003   | ミミック3 Mimic3 Sentinel                                         | Garbageman                           |                |
| 2004   | 1.0 【ワン・ポイント・オー】 One Point O                          | ハワード                             |                |
| 2004   | モディリアーニ 真実の愛 Modigliani                                | フォスター・ケイン                   |                |
| 2004   | マッド・カンニバル Madhouse                                       | フランクス                           |                |
| 2004   | エイリアンVSプレデター Alien vs. Predator                         | チャールズ・ビショップ・ウェイランド |                |
| 2004   | ザ・トゥルーロマンス Starkweather                                 | 指導者                               |                |
| 2005   | スーパーノヴァ Supernova                                          | ハーラン・ウィリアムズ               | テレビ映画     |
| 2005   | ヘルレイザー/ヘルワールド Hellraiser: Hellworld                   | ホスト                               |                |
| 2006   | ストレンジャー・コール When a Stranger Calls                      | ストレンジャー                       | 声のみ         |
| 2006   | ケイヴ・フィアー CAVE FEAR Abominable                             | ジグラー・ディーン                   |                |
| 2006   | HAKAIJYU 破壊獣 Sasquatch Mountain                                | ハーラン・ノウルズ                   |                |
| 2006   | ダ・ヴィンチ トレジャー The Da Vinci Treasure                     | ジョン・コヴェン                     |                |
| 2006   | パイレーツ・オブ・トレジャーアイランド Pirates of Treasure Island | ロング・ジョン・シルヴァー           |                |
| 2006   | パンプキンヘッド 復讐の謝肉祭 Pumpkinhead: Ashes to Ashes         | エド・ハーレイ                       | テレビ映画     |
| 2007   | ボーン・ドライ Bone Dry                                           | ジミー                               |                |
| 2007   | スパイダー・キングダム In the Spider's Web                        | Dr. Lecorpus                         | テレビ映画     |
| 2008   | ハウス House                                                      |                                      | 声のみ         |
| 2008   | 弾突 DANTOTSU Pistol Whipped                                      | 老人                                 |                |
| 2008   | 陰謀の戦艦 Deadwater                                              | ジョン・ウィレッツ                   |                |
| 2008   | 死神 Dying God                                                    | チャンス                             |                |
| 2008   | アパルーサの決闘 Appaloosa                                        | リング・シェルトン                   |                |
| 2008   | アローン・イン・ザ・ダークII Alone in the Dark II                 | アブナー                             |                |
| 2008   | スピーシーズ・デビル Necessary Evil                               | フィブリアン                         |                |
| 2009   | 悪霊の餌食(えじき） ブラッディ・アイランド The Seamstress         | ヴァージナル・ローガン保安官         |                |
| 2009   | ジェニファーズ・ボディ Jennifer's Body                            | 運転手                               | クレジットなし |
| 2011   | スクリーム・オブ・バンシー ～殺戮の妖精～ Scream of the Banshee   | ブロデリック・ダンカン               | テレビ映画     |
| 2012   | オズの魔法使い Dorothy and the Witches of Oz                      | ヘンリー・ゲイル                     |                |
| 2012   | アイアン・クロス 最恐の十字剣 Sin Reaper 3D                       | ホフマン                             |                |
| 2013   | ファントム/開戦前夜 Phantom                                       | マルコフ                             |                |
| 2014   | ガルム・ウォーズ Garm Wars: The Last Druid                        | ウィド                               |                |
| 2015   | X-コンタクト Harbinger Down                                       | グラフ船長                           |                |
| 2017   | マッド・ダディ Mom and Dad                                        | メル                                 |                |
| 2020   | フォーリング 50年間の想い出 Falling                               | ウィリス・ピーターソン               |                |

### テレビシリーズ
| 放映年    | 邦題 原題                                                          | 役名                 | 備考               |
| --------- | ------------------------------------------------------------------ | -------------------- | ------------------ |
| 1984      | 特攻野郎Aチーム The A-Team                                         | マック・ダルトン     | シーズン2 第28話   |
| 1996-1999 | ミレニアム Millennium                                              | フランク・ブラック   | 第67話             |
| 2005      | INTO THE WEST イントゥー・ザ・ウエスト Into the West               | ダニエル             | ミニシリーズ       |
| 2009      | NCIS ネイビー犯罪捜査班 NCIS: Naval Criminal Investigative Service | クレイ・ボイド保安官 | シーズン6 第17話   |
| 2010      | キャッスル 〜ミステリー作家は事件がお好き Castle                   | ベニー・ストライカー | シーズン3 第9話    |
| 2013      | ハンニバル Hannibal                                                | ローレンス・ウェルズ | シーズン1 第9話    |
| 2015      | THE BLACKLIST/ブラックリスト The Blacklist                         | 少佐                 | シーズン2 第15話   |
| 2016      | クリミナル・マインド FBI行動分析課 Criminal Minds                  | チャズ・モントーロ   | シーズン11 第18話  |
| 2016      | ナイトシフト 真夜中の救命医 The Night Shift                        | クライヴ             | シーズン3 第3, 8話 |

### テレビアニメ
- ターザン The Legend of Tarzan （2001年）
- Static Shock （2004年）
- IGPX Immortal Grand Prix （2005年）
- スーパー・ロボット・モンキー・チーム・ハイパーフォース GO! Super Robot Monkey Team Hyperforce Go! （2005年）
- トランスフォーマー アニメイテッド Transformers:Animated （2008年 - 2009年）
- トロン：ライジング Tron: Uprising （2012年）

### ビデオアニメ
- ターザン2 Tarzan II （2005年）
- Superman Brainiac Attacks （2008年）

### コンピュータゲーム
- ラン・ライク・ヘル Run Like Hell （2002年）
- トランスフォーマー アニメイテッド・ザ・ゲーム Transformers Animated The Game （2008年）
- The Chronicles of Riddick: Assault on Dark Athena （2009年）
- コール オブ デューティ モダン・ウォーフェア2 Call of Duty: Modern Warfare 2 （2009年）
- デトロイト ビカム ヒューマン Detroit: Become Human （2018年）
- クアリー ~悪夢のサマーキャンプ  The Quarry （2022年）

### その他
- アドベンチャーズ・イン・ボイス・アクティング Adventures in Voice Acting （2008年） 本人出演

## 参照
1. ↑  町山智浩の映画塾にて